# روب مارغولايس
روب مارغولايس (بالإنجليزية: Rob Margolies)‏ هو كاتب سيناريو ومخرج أمريكي، ولد في 28 فبراير 1983 في رومسون في الولايات المتحدة.

## وصلات خارجية
- الموقع الرسمي
- روب مارغولايس على موقع IMDb (الإنجليزية)
- روب مارغولايس على موقع ألو سيني (الفرنسية)
- روب مارغولايس على موقع أول موفي (الإنجليزية)
- روب مارغولايس على موقع قاعدة بيانات الفيلم (الإنجليزية)
- روب مارغولايس على موقع كينوبويسك (الروسية)